# Сульпіція Претекстата
Сульпіція Претекстата (*Sulpicia Praetexta, близько 30 — після 70) — давньоримська матрона часів ранньої Римської імперії.

## Життєпис
Походила з патриціанського роду Сульпіціїв. Донька Квінта Сульпіція Камеріна Петіка, консула-суфекта 46 року. Здобула класичну освіту. Десь на початку 50-х років вийшла за нобіля Марка Ліцинія Красса Фругі, від якого народила трьох синів та одну доньку.
67 рік став часом нещасть для Сульпіції: спочатку за доносом Марка Аквілія Регула імператор Нерон  стратив її чоловіка Марка Ліцинія. Того ж року імператором були вбиті батько та брат Сульпіції.
У 70 році після сходження на трон Веспасіана прийшла до римського сенату з позовом проти Марка Аквілія. Останнього було засуджено. Про подальшу долю Претекстати нічого невідомо.

## Родина
Чоловік — Марк Ліциній Красс Фругі, консул 64 року.
Діти:
- Марк Ліциній Скрибоніан Камерін
- Ліцинія Претекстата, старша весталка
- Гай Кальпурній Красс Фругі Ліциніан, консул 87 року.
- Луцій Рупілій Лібон Фругі, консул-суфект 88 року.